# Josef Zmek

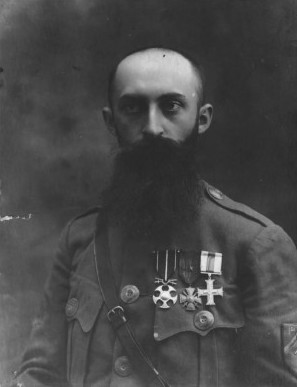
Josef Zmek

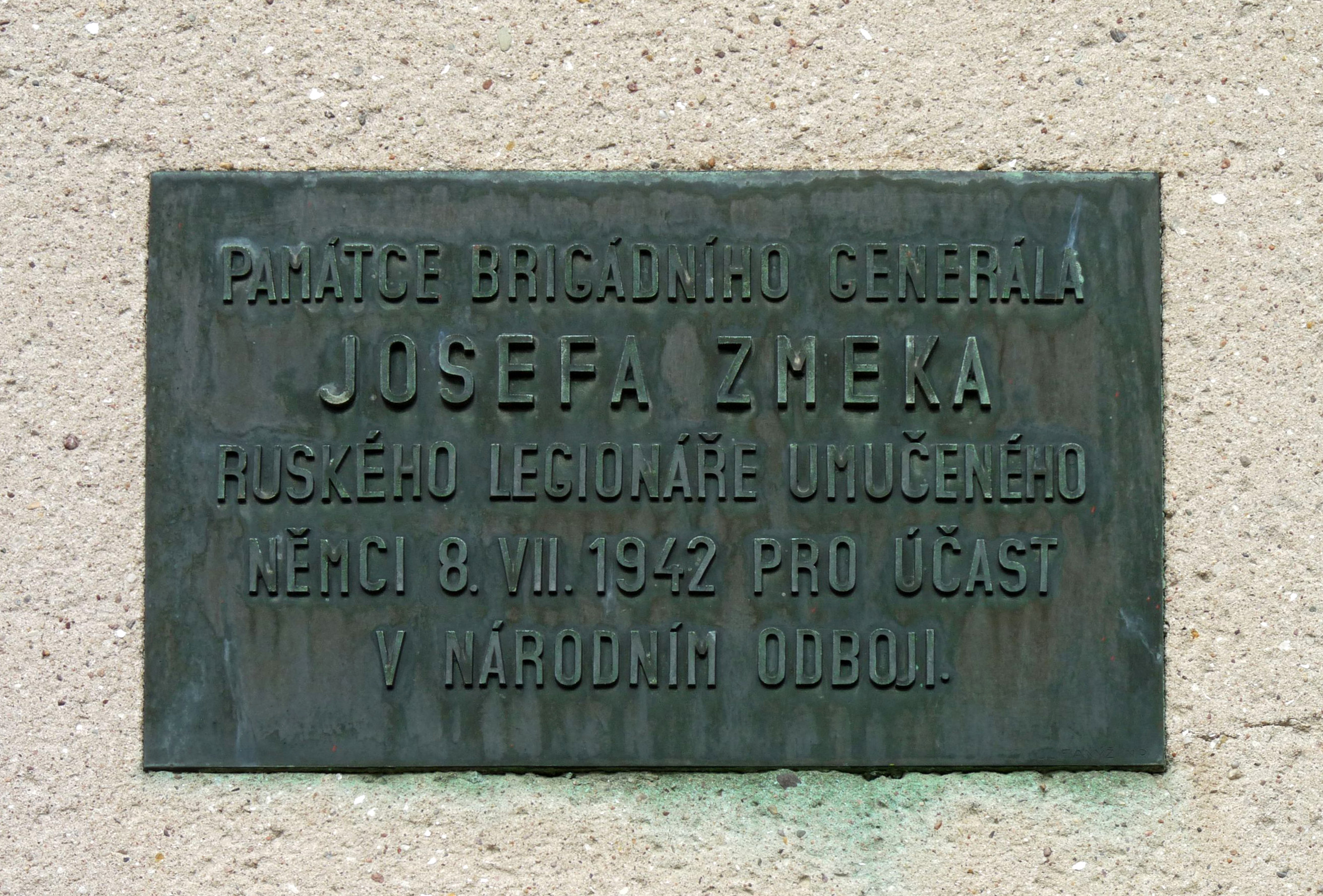
Gedenktafel am Haus Nr. 58 im Dorf Počátky, Kreis Havlíčkův Brod, Region Vysočina, zum Gedenken an Brigadegeneral Josef Zmek.

Josef Zmek (* 16. Oktober 1889 in Počátky, Chotěboř, Kreis Havlíčkův Brod; † 8. Juli 1942 im KZ Sachsenhausen, Oranienburg) war ein tschechoslowakischer Offizier, der sich in der tschechoslowakischen Widerstandsgruppe „Verteidigung der Nation“ OD (Obrana národa) engagierte und nach dem Ende des Zweiten Weltkrieges 1946 posthum zum Generalmajor der Tschechoslowakischen Armee ernannt wurde.

## Leben
Josef Zmek besuchte die Schulen in Chotěboř und das Gymnasium in Hradec Králové, das er 1909 mit der Matura beendete. Nach einer Berufsausbildung zum Bankangestellten nahm er als Angehöriger der Tschechoslowakischen Legionen am Ersten Weltkrieg teil. Er kam an der Ostfront zum Einsatz und befand sich nach einer Typhuserkrankung in einem Lazarett in Wladiwostok. Für seine Verdienste wurde er mit dem Tschechoslowakischen Kriegskreuz 1914–1918, dem Falken-Orden, der Tschechoslowakischen Revolutionsmedaille, der Interalliierten Siegesmedaille, dem Sankt-Stanislaus-Orden sowie dem Croix de guerre ausgezeichnet.
Nach Kriegsende wurde er in die neu aufgestellte Tschechoslowakische Armee der Ersten Tschechoslowakischen Republik übernommen und besuchte zwischen November 1921 und November 1922 die Kriegsschule in Prag, wo am 3. Juni 1922 seine Beförderung zum Oberstleutnant erfolgte. Anschließend war er von November 1922 bis April 1928 zunächst Kommandeur des 12. Infanterieregiments. Am 5. April 1928 wurde er zum Oberst befördert und war anschließend bis November 1931 Kommandeur des 27. Infanterieregiments. Von November 1931 bis Oktober 1932 besuchte er den Lehrgang für Höhere Kommandeure in Prag, war anschließend bis September 1934 Kommandeur der 8. Infanteriebrigade (8. Infanterieregiment) und wurde in dieser Funktion am 11. Januar 1934 zum Brigadegeneral befördert. Im Anschluss war er bis Oktober 1937 Chef der für Infanterie zuständigen Sektion I/1 im Ministerium für Nationale Verteidigung, ehe er im Oktober 1937 Kommandeur der 14. Infanteriedivision wurde. Diesen Posten bekleidete er auch in der Phase der Eingliederung des Sudetenlandes im Zuge des Münchner Abkommens sowie während der Zeit der Tschecho-Slowakischen Republik, der inoffiziell sogenannten Zweiten Republik, bis er im Verlauf der anschließenden Zerschlagung der Tschechoslowakei im Juli 1939 diesen Dienstposten verlor.
Im Zweiten Weltkrieg engagierte sich Zmek in der tschechoslowakischen Widerstandsgruppe „Verteidigung der Nation“ OD (Obrana národa) und wurde später von der deutschen Besatzungsmacht im Protektorat Böhmen und Mähren verhaftet und kam am 8. Juli 1942 im KZ Sachsenhausen in Oranienburg ums Leben. Nach Kriegsende wurde er am 25. Oktober 1946 posthum zum Generalmajor in der Armee der Dritten Tschechoslowakischen Republik ernannt. Ihm wurde ferner das Tschechoslowakische Kriegskreuz 1939 verliehen.